# Автошлях Т 1721

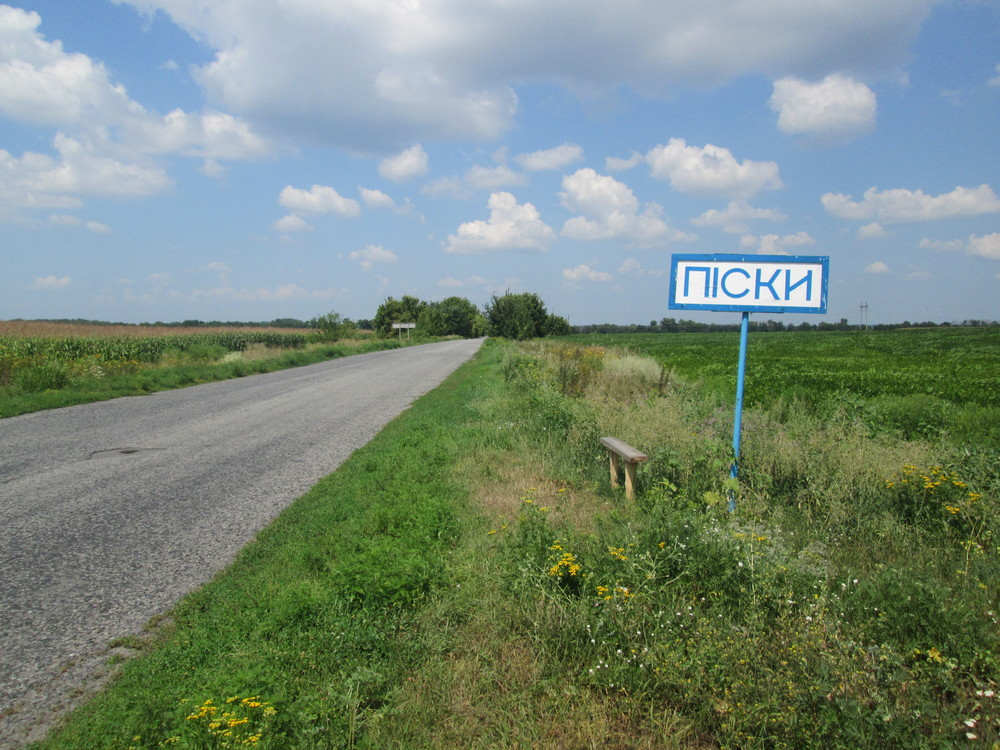
Автошлях Т 1721 на в'їзді в с. Піски Козельщинського району

Автошля́х Т 1721 — автомобільний шлях територіального значення у Полтавській області. Проходить територією Глобинського та Козельщинського районів через Бугаївку — Глобине — Троїцьке — Манжелію — Козельщину — до перетину з М22. Загальна довжина — 77,4 км.

## Маршрут
Автошлях проходить через такі населені пункти:
| Автошлях Т 1721      |         |
| Полтавська область   |         |
| Глобинський район    |         |
| Бугаївка             | Н08     |
| Тимошівка            |         |
| Гриньки              |         |
| Горби                |         |
| Жуки                 | Т 1716  |
| Глобине              | Т 1717  |
| Пустовійтове         |         |
| Пузикове             |         |
| Троїцьке             |         |
| Сиротенки            |         |
| Манжелія             |         |
| Козельщинський район |         |
| Піски                |         |
|                      | Т 1736  |
| Гайове               |         |
| Зоряне               |         |
| Василівка            |         |
| Козельщина           |         |
|                      | E584М22 |